# Jean Gobet
Pour les articles homonymes, voir Gobet.
Joseph Paul Louis Gobet, dit Jean Gobet, est un acteur français, né le 20 juillet 1888 à Mornant (Rhône) et mort le 29 avril 1980 à Créteil (Val-de-Marne).

## Filmographie

### Cinéma
- 1928 : Les Fourchambault de Georges Monca
- 1931 : L'Amour à l'américaine de Claude Heymann
- 1931 : La Couturière de Lunéville de Harry Lachmann
- 1931 : Le Monsieur de minuit de Harry Lachmann : M. Durand Toucourt
- 1931 : La Petite Chocolatière de Marc Allégret : Hector
- 1931 : Tu seras duchesse de René Guissart : le docteur
- 1931 : Isolons-nous Octave de Marc Allégret - court métrage
- 1931 : Le Seul Bandit du village de Robert Bossis - court métrage
- 1932 : Baby de Karel Lamač et Pierre Billon
- 1932 : Le Chien jaune de Jean Tarride : le voyageur de commerce
- 1932 : Kiki de Karel Lamač et Pierre Billon
- 1932 : Ma femme... homme d'affaires de Max de Vaucorbeil : l'impresario
- 1932 : Austerlitz 24-22 de André Bay - court métrage
- 1932 : La Der des ders de Jean Caret - court métrage
- 1932 : En plein dans le mille de André Chotin - moyen métrage : Octave
- 1932 : La Méthode Crollington de André Bay - court métrage
- 1932 : Mimi Pandore de Roger Capellani - moyen métrage
- 1932 : Ordonnance malgré lui de Maurice Cammage - moyen métrage : le vicomte de Marchevieule
- 1933 : L'Ordonnance de Victor Tourjansky
- 1933 : Les Surprises du sleeping de Karl Anton
- 1933 : Trois Hommes en habit de Mario Bonnard : André
- 1933 : La Voix sans visage de Léo Mittler : le domestique
- 1933 : Je suis un homme perdu d'Edmond T. Gréville - moyen métrage
- 1933 : Mon chapeau de Jaquelux - court métrage
- 1934 : On a trouvé une femme nue de Léo Joannon : Robert
- 1934 : Prince de minuit de René Guissart
- 1934 : Si j'étais le patron de Richard Pottier : un actionnaire
- 1935 : Baccara d'Yves Mirande et Léonide Moguy (premier assistant-réalisateur) : l'ami journaliste
- 1935 : Quadrille d'amour  de Richard Eichberg et Germain Fried : le camarade de Georges
- 1935 : La Route impériale de Marcel L'Herbier : le barman
- 1936 : Avec le sourire de Maurice Tourneur : Bruzin
- 1936 : Le Roi de Pierre Colombier : Rivelot
- 1937 : Mon député et sa femme de Maurice Cammage
- 1938 : La Marraine du régiment de Gabriel Rosca
- 1938 : Tricoche et Cacolet de Pierre Colombier : Breloque, le secrétaire
- 1938 : Alexis gentleman chauffeur de Max de Vaucorbeil : le maquilleur
- 1941 : Caprices de Léo Joannon
- 1942 : Mermoz de Louis Cuny
- 1943 : Le Bal des passants de Guillaume Radot : Jean Lamire
- 1945 : Vingt-quatre Heures de perm' de Maurice Cloche : le régisseur
- 1945 : Messieurs Ludovic de Jean-Paul Le Chanois : Benoist
- 1949 : Les Nouveaux Maîtres de Paul Nivoix
- 1953 : Les Détectives du dimanche de Claude Orval

### Télévision
- 1965 : Le Théâtre de la jeunesse : Sans-souci ou Le Chef-d'œuvre de Vaucanson d'Albert Husson, réalisation Jean-Pierre Decourt
- 1965 : Marie Curie - Une certaine jeune fille, téléfilm de Pierre Badel

## Théâtre
- 1921 : Vive Boulbasse de Régis Gignoux, théâtre du Grand-Guignol
- 1922 : Seul, comédie en un acte, théâtre du Grand-Guignol
- 1923 : L'Appel du clown de Régis Gignoux, théâtre du Grand-Guignol
- 1934 : L'Été de Jacques Natanson, mise en scène Marcel André, Nouvelle Comédie
- 1935 : Les Fontaines lumineuses de Georges Berr et Louis Verneuil, théâtre des Variétés
- 1947 : Ruy Blas de Victor Hugo, mise en scène Pierre Dux, Comédie-Française
- 1950 : Mort pour rien d'Alfred Fabre-Luce, mise en scène René Rocher, théâtre de l'Œuvre
- 1952 : N'écoutez pas, mesdames ! de Sacha Guitry, mise en scène de l'auteur, théâtre des Variétés
- 1955 : La Monnaie de ses rêves d'André Ransan, mise en scène René Rocher, théâtre du Grand-Guignol
- 1955 : La Tueuse de André-Paul Antoine, théâtre du Grand-Guignol
- 1956 : Je suis seule ce soir d'André-Paul Antoine, mise en scène René Rocher, théâtre du Grand-Guignol
- 1956 : Meurtre au ralenti de Boileau-Narcejac, mise en scène Alfred Pasquali,  théâtre du Grand-Guignol